# Alrune
Alrune (Mandragora) er en lille planteslægt, som er udbredt i middelhavsområdet. Det er kraftige stauder med grundstillet bladroset og store, helrandede blade. Her omtales kun den ene art, som har folkloristisk betydning i Danmark (Mandragora officinarum).
Navnet er kendt fra oldhøjtysk som alruna; første led er måske et til "alf" svarende ord, mens sidste led, "rune", betød "hemmelighed". 

## Udseende
Alrunen er en flerårig urt af natskyggefamilien, som kartoffelplanten og tomaten også tilhører, med store, aflange, mørkegrønne blade. Alrunens blade ser ud til at sidde direkte på roden og breder sig ud i en roset liggende helt nede ved jorden. Midt i rosetten vokser blomsterstilkene, som alle bærer en enkelt hvid, blålig eller violet blomst. Den orangerøde eller gule frugt er på størrelse med en blomme. 

## Oldtiden
På græsk hedder alrune circeium efter troldkvinden Kirke, som forheksede Odyssevs og forvandlede hans mandskab til grise. Alrune vokser vildt i Sydeuropa og Orienten, men kan med god pleje også trives længere nord. Ligesom andre planter i natskyggefamilien indeholder alrunen atropin, hyoscyamin og andre meget giftige alkaloider.  I oldtiden blev dens frugt derfor benyttet til bedøvelse og som krampestillende middel. Den mentes også at stimulere kønsdriften, samt frugtbarheden og muligheden for graviditet. 
Denne tro genspejles i Bibelen, hvor alrunen omtales i 1. Mosebog (30:14-15), hvor Rakel lader sin søster Lea have samleje med deres fælles mand Jakob i bytte mod alrunebær, som hun ønsker i den hensigt at blive gravid: "En dag i hvedehøsten fandt Ruben nogle alrunebær ude på marken, og kom med dem til sin mor Lea. Rakel sagde til hende: Giv mig nogle af din søns alrunebær. Men Lea svarede: "Er det ikke nok, at du har taget min mand? Vil du nu også tage min søns alrunebær?" Rakel sagde: "Godt! Han må ligge hos dig i nat, hvis jeg får din søns alrunebær."" - Men først flere år senere bønhørte Gud Rakel, så hun virkelig blev gravid (30:22-23). 

## Folketro
I folketroen gav alrunen et dødbringende skrig fra sig, hvis nogen forsøgte at trække den op af jorden. Shakespeare beskriver i Romeo og Julie "skrig som alruner revet op af jorden, så mennesker, der hører dem, bliver sindssyge." ("...shrieks like mandrakes torn out of the earth, that living mortals, hearing them, run mad.") 
Skulle man komme levende fra at rykke en alrune op, måtte man sikre sig med forholdsregler, såsom at alrunen måtte vokse på en galgebakke, og allerhelst der, hvor sæd fra en hængt mand havde truffet jorden. Så måtte man vente til første mandag efter forårs- eller efterårsjævndøgn. Roden kunne så graves fri, og en snor knyttes omkring den. Snorens anden ende skulle bindes fast i en hund. Når man så kaldte på hunden, blev roden rykket op. Angiveligt døde hunden i det samme. 